# Elicura Chihuailaf

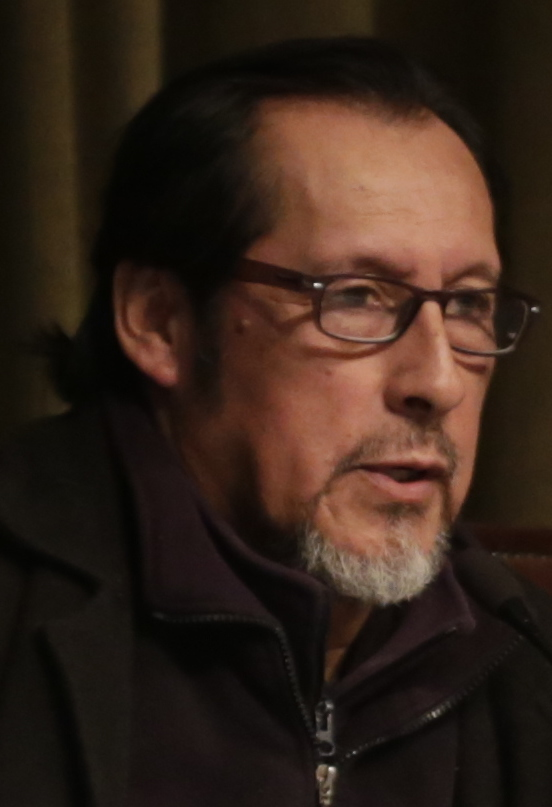
Elicura Chihuailaf

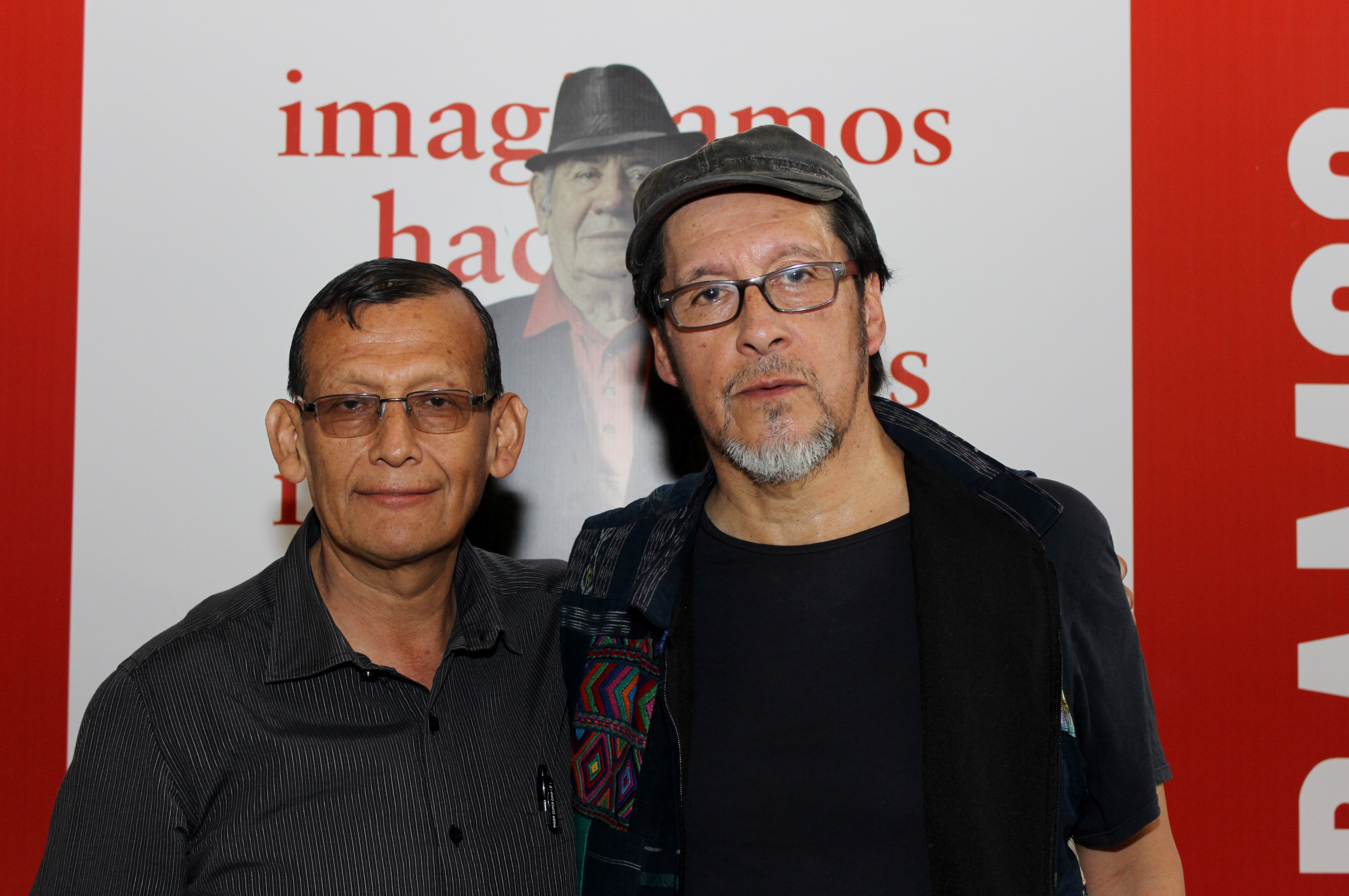
Chihuailaf mit Pablo Landeo Muñoz (peruanischer Quechua-Schriftsteller), FILSA (Santiago de Chile), 2018

Elicura Chihuailaf Nahuelpán (* 1952 in Cunco, Chile) ist ein chilenischer Dichter, Erzähler, Geschichtenerzähler, Essayist und Mitglied der chilenischen Sprachakademie. Er zählt zu den renommiertesten Dichtern aus dem Volk der Mapuche und schreibt neben Spanisch auch auf Mapudungun. Im Alter von 68 Jahren erhielt der Dichter im Jahr 2020 die wichtigste literarische Auszeichnung Chiles, den Premio Nacional de Literatura de Chile, für ein zweisprachiges Werk, das die Welt der Mapuche, ihre Epistemologie und Ästhetik in Versform vermittelt.

## Werke (Auswahl)
- En el País de la Memoria (1988)
- De Sueños Azules y contrasueños (1995)
- Sueños de Luna Azul (2008)
- Poesía y prosa chilena / Vlkantun ka epew Chilemapu mew (2010)

## Auszeichnungen
- Nationaler Literaturpreis Chiles (2020)
- Literaturpreis (für Lyrik) der Stadt Santiago de Chile (1997)
- Preis des nationalen Lese- und Bücherrates (1994)
- Aufnahme in die Ehrenliste von International Board on Books for Young People (2010)

## Übersetzungen
Seine Arbeiten, geschrieben und gelesen in der Sprache seiner Vorfahren, dem Mapudungun und auf Spanisch, wurden ins Italienische, Schwedische, Englische, Französische, Deutsche, Katalanische und andere Sprachen übertragen.